# 5399 Awa
5399 Awa eller 1989 BT är en asteroid i huvudbältet som upptäcktes den 29 januari 1989 av de båda japanska astronomerna Toshimasa Furuta och Masayuki Iwamoto vid Tokushima. Den är uppkallad efter den japanska staden Awa.
Asteroiden har en diameter på ungefär 17 kilometer.